# Tel Zarik
Tel Zarik (hebrejsky: תל זריק, arabsky: Tal Abu Zerejk) je pahorek o nadmořské výšce 76 metrů v severním Izraeli.
Leží na západním okraji zemědělsky využívaného Jizre'elského údolí, na úpatí vysočiny Ramat Menaše cca 15 kilometrů západně od města Afula a 1 kilometr jižně od vesnice ha-Zorea. Má podobu nevýrazného, zčásti odlesněného návrší, které vystupuje z okolní rovinaté krajiny. Na severním úpatí se nachází pramen Ejn Zarik (עין זריק) využívaný k rekreaci zejména místními obyvateli. Z jihu pahorek míjí vádí Nachal Gachar. Na západní straně se zvedají zalesněné svahy vysočiny Ramat Menaše s horou Har Gachar. Na východě probíhá dálnice číslo 66.